# Arenaeocoris
Arenaeocoris is een geslacht van wantsen uit de familie van de Reduviidae (Roofwantsen). Het geslacht werd voor het eerst wetenschappelijk beschreven door Blinn in 2012.

## Soorten
Het genus is monotypisch en bevat alleen de volgende soort:

- Arenaeocoris enervatus Blinn, 2012